# Charlottetown
Charlottetown – miasto w Kanadzie, stolica prowincji Wyspa Księcia Edwarda i zarazem jej największe miasto, port nad Zatoką Świętego Wawrzyńca. Charlottetown znajduje się w hrabstwie Queens.

## Położenie
Miasto leży na południowym wybrzeżu Wyspy Księcia Edwarda, nad głębokim ujściem rzeki Hillsborough do szerokiej zatoki Hillsborough. Ta ostatnia otwiera się na cieśninę Northumberland Strait, oddzielającą wyspę od stałego lądu Kanady.

## Historia
Pierwszym punktem osadniczym Europejczyków był w tym miejscu zbudowany w 1720 r. przez Francuzów fort, nazwany przez nich Port la Joie. W roku 1763 fort ten zdobyli Anglicy i nadali mu nazwę na cześć królowej Charlotty, żony króla Jerzego III. Wyspa stała się angielską kolonią a w 1769 r. rozpoczęto w tym miejscu tworzenie nowego ośrodka osadniczego nazwanego Charlottetown. Na początku września 1864 r. spotkali się tu przedstawiciele nadmorskich prowincji: Nowego Brunszwiku i Nowej Szkocji i wraz z delegatami Wyspy Księcia Edwarda obradowali nad utworzeniem wspólnego związku. Kraje te weszły później w skład federacji Kanady.
W 1855 r. Chatlottetown otrzymało status gminy, a w 1885 r. status miasta.
Z końcem lat 60. XX w. liczba mieszkańców Charlottetown wynosiła ok. 20 tys. W 2016 roku miasto miało 36 094 mieszkańców. W 2006 roku językiem ojczystym dla 93,7% mieszkańców był język angielski a dla 2,4% język francuski.
W mieście rozwinął się przemysł spożywczy (przetwórstwo ziemniaków i warzyw), tytoniowy i włókienniczy (bawełna). Jest ono także ośrodkiem rybactwa morskiego. Głównymi funkcjami ośrodka są jednak handel i szeroko pojęte usługi, w tym także z sektora turystycznego.

## Sport
- P.E.I. Rocket – klub hokejowy